# Hôtel des postes du Touquet-Paris-Plage
L'hôtel des postes du Touquet-Paris-Plage est situé 100 rue de Metz.

## Construction
Le bâtiment a été construit en 1927 par l'entreprise Delcourt Frères sur les plans de l’architecte Jean Boissel qui remporta le concours organisé par la municipalité (les perdants furent Louis Quételart et André Pouthier). Ce concours ne fut ouvert qu'aux seuls architectes domiciliés ou patentés au Touquet avant le 1er janvier 1924. L'architecte a voulu garder le souvenir que ce bâtiment a été construit à l'emplacement de l'ancienne chapelle Saint-André (construite en 1887), d'où la fantaisie architecturale du petit clocher. Ont collaboré : le céramiste Delassus de Desvres et le peintre-verrier boulonnais Gaëtan Jeannin. Ce bâtiment (façades, toitures et hall) fait l’objet d’une inscription au titre des monuments historiques depuis le 12 mai 1997.
À l'origine, l'entrée était prévue rue de Londres, donc dans la même orientation que la chapelle. Le 31 août 1926, après la déposition de deux pétitions opposées, la question de l'entrée principale est débattue : rue de Londres ou rue de Metz ? Séance historique du conseil municipal, l'entrée rue de Metz l'emporte par 11 voix contre 8 et 1 abstention. Ce n'est pas fini : en mars 1927, les établissements boulonnais qui construisent le bâtiment sont en liquidation judiciaire à quelques mois de l'ouverture prévue ! Le conseil municipal attribue alors l'achèvement des travaux à l'entreprise Delcourt et la Poste est ouverte à la date prévue, le 22 juillet 1927. Il sera vendu à l'État en 1963.

## Photos

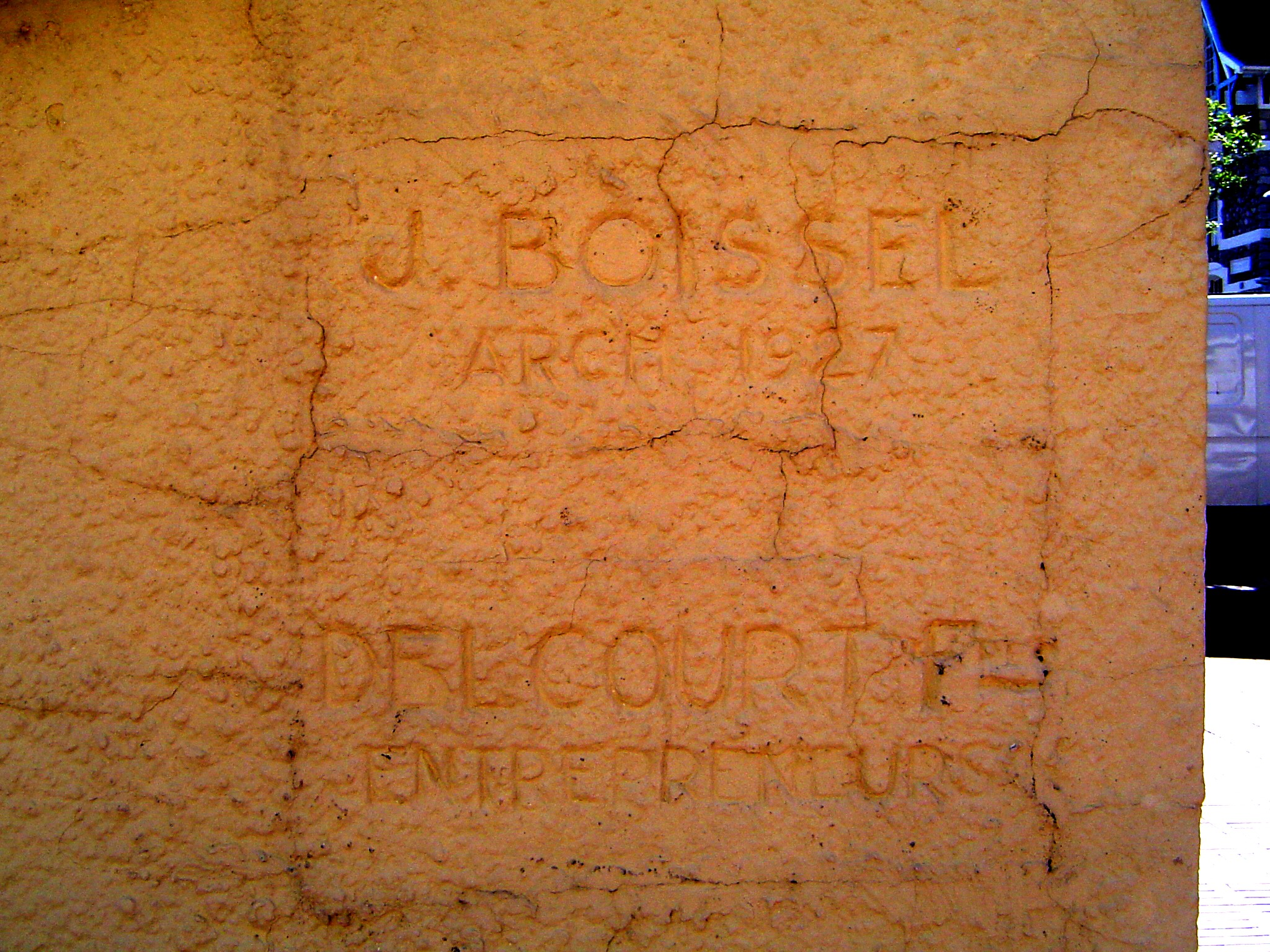
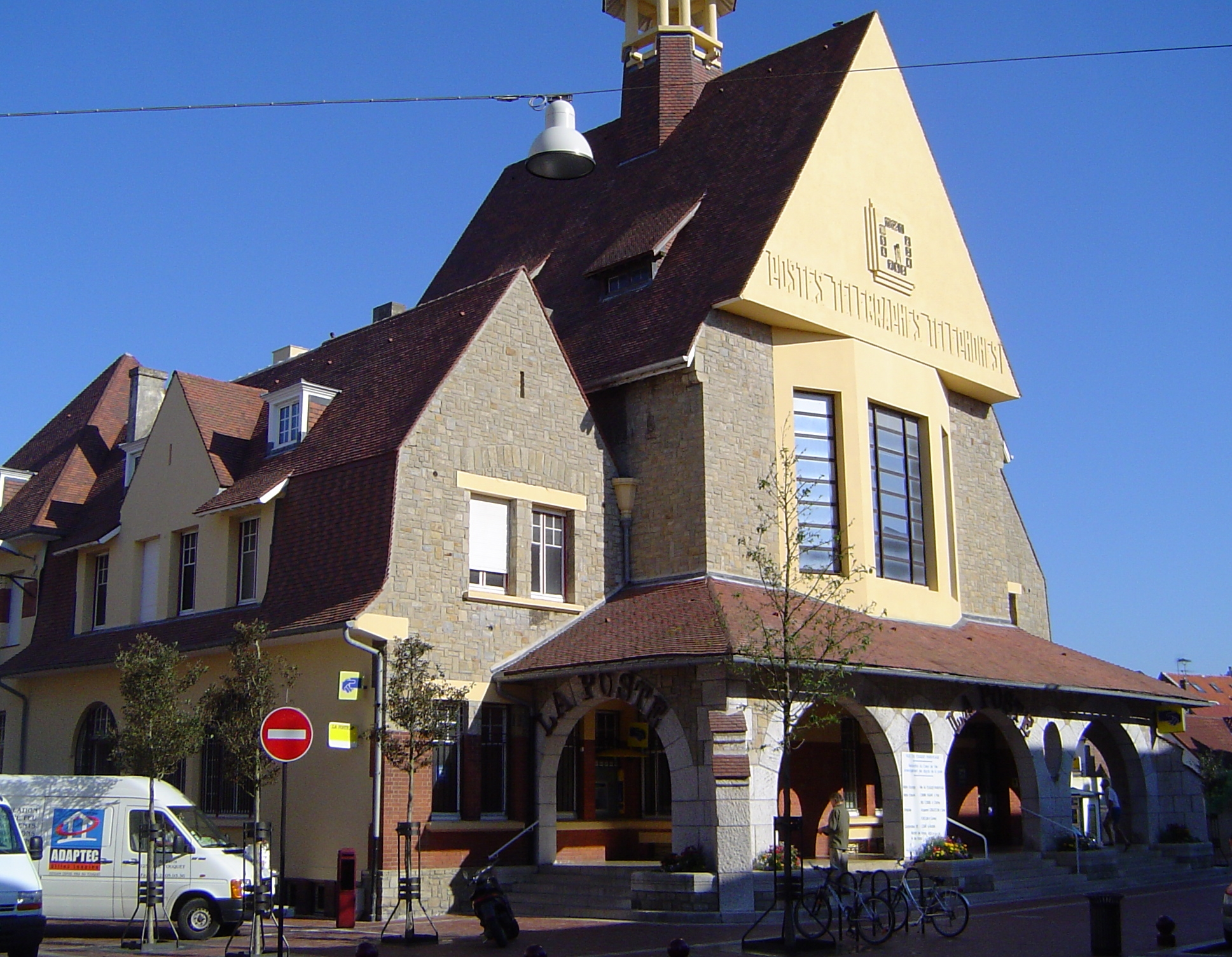
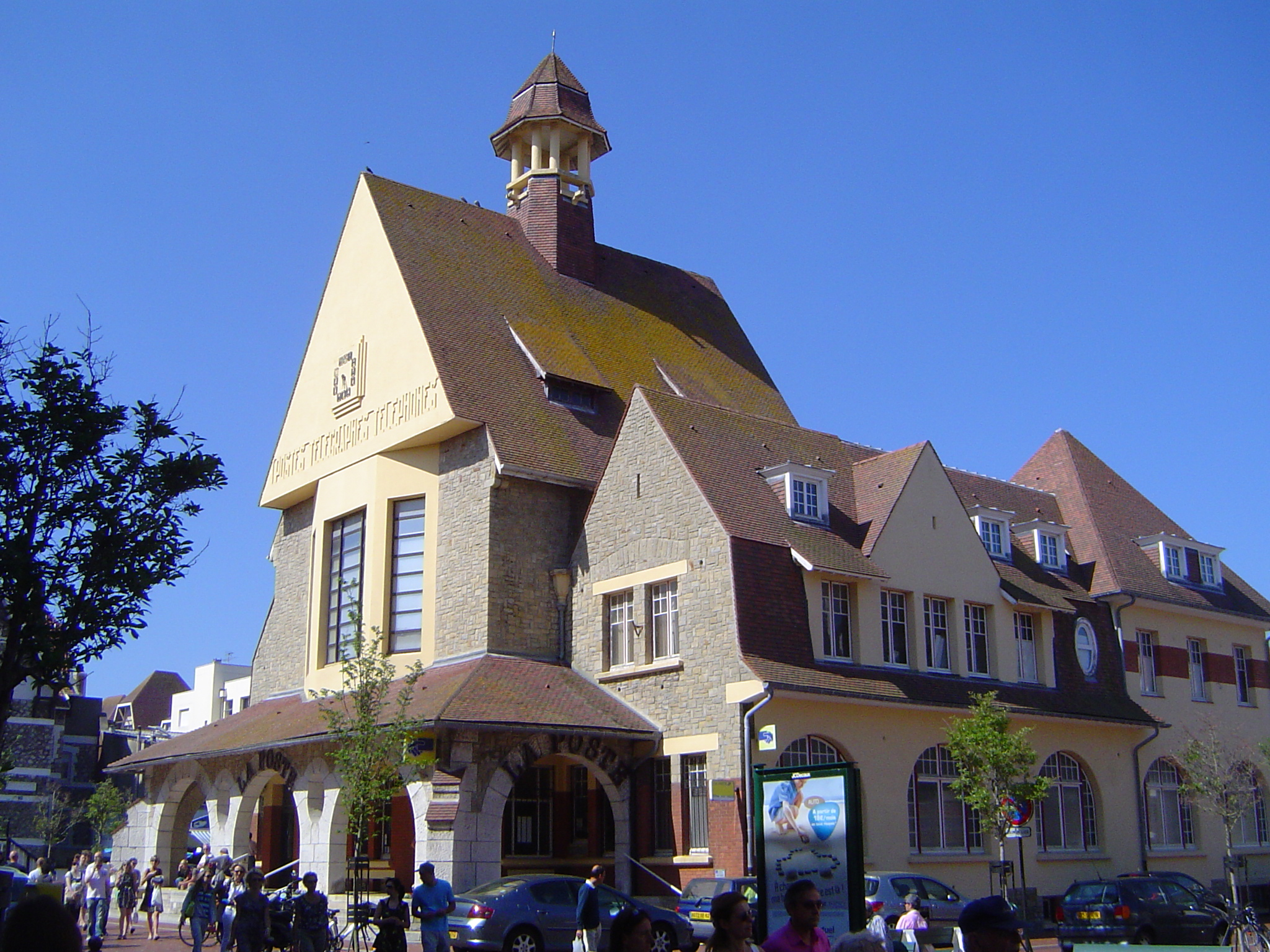

## Pour approfondir